# Stockton-on-Tees
Stockton-on-Tees é uma cidade industrial e um porto no rio Tees no nordeste de Inglaterra.
As principais indústrias de Stockton são, a reparação de navios, a produção de aço e os produtos químicos.
A cidade ficou famosa pela sua associação com a Stockton and Darlington Railway, a primeira ferrovia do mundo a transportar passageiros em 1825. A cidade possui também a mais velha estação de comboios do mundo, para além de muitos edifícios de ‘’arquitectura georgiana’’, sendo um dos melhores exemplos o teatro construído em 1766.
É o local de nascimento de Thomas Sheraton, importante desenhador de mobiliário do século XVIII e de John Walker, inventor do fósforo em 1826.
Uma lenda local, diz que rua ‘’High Street’’ será a rua mais larga de Inglaterra.
Os subúrbios de Stockton-on-Tees estão divididos em vários bairros, entre os quais , Hartburn, Fairfield, Hardwick e Norton.